# 克靈湖
51°47′31″N 14°32′23″E / 51.79194°N 14.53972°E

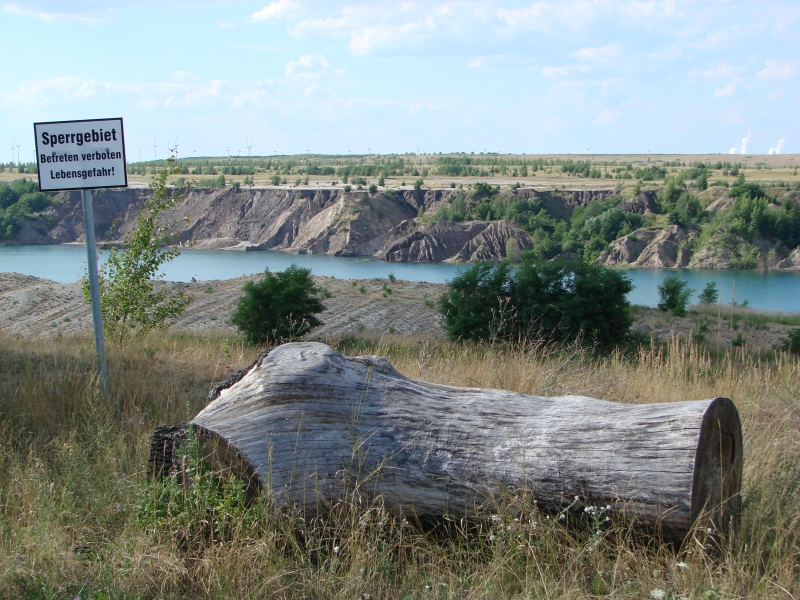

克靈湖（德語：Klinger See），是德國的人工湖泊，位於該國西南部，由勃蘭登堡州負責管轄，處於施普雷-奈瑟縣，該湖泊面積2.2平方公里，海拔高度72米。